# 急性疾患
急性疾患（きゅうせいしっかん, acute disease）とは、急激に発症し、かつ（または）経過の短い疾患を指す医学用語である。対義語は慢性疾患。
症状の重さを示す重症などとは異なる概念である。
以下に示すような疾患の名称の一部となっている。

## 急性疾患の例
- 急性骨髄性白血病
- 急性心不全
- 急性腎不全
- 急性肺炎
- 急性心筋梗塞
- 急性肝炎
- 急性アルコール中毒

## 急性期病棟

OECD諸国の人口あたりベッド数（機能別）。

日本の医療においては医療法を根拠とする病床機能報告制度が存在し、病棟について高度急性期、急性期、回復期、慢性期のうち、どの医療機能を担うかを毎年都道府県知事に報告する義務が定められている。
- 高度急性期 – 急性期の患者に対し、状態の早期安定化に向けて、診療密度が特に高い医療を提供する機能
- 急性期 - 急性期の患者に対し、状態の早期安定化に向けて、医療を提供する機能
- 回復期機能 - 急性期を経過した患者への在宅復帰に向けた医療やリハビリテーションを提供する機能
- 慢性期 - 長期にわたり療養が必要な患者を入院させる機能

日本では急性期病棟への入院日数はOECD中で最長であり、OECD平均の2倍にも及ぶ。OECDは病院区分を正確に分類するよう2009年に勧告している。